# Ginés de Mafra

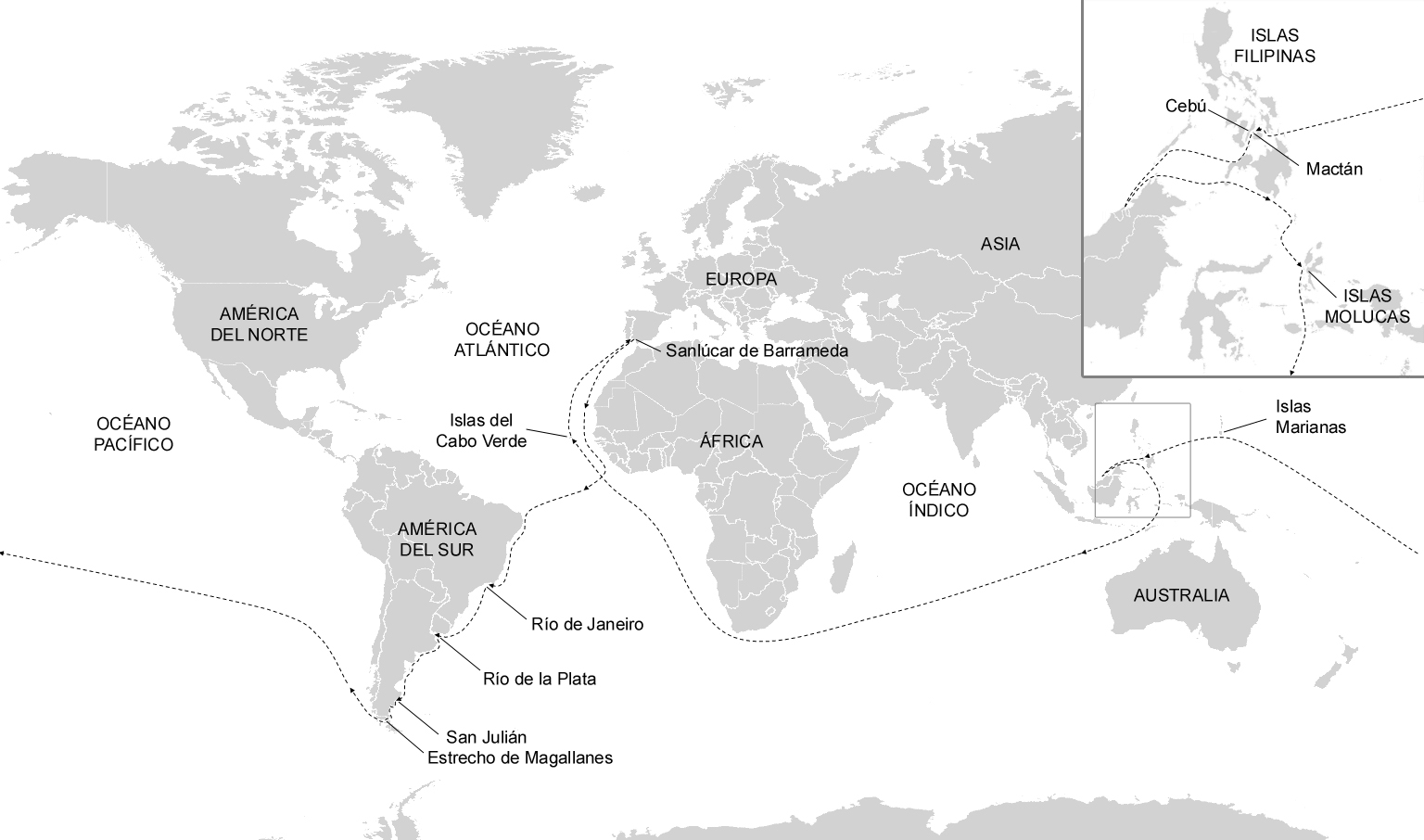
Primera volta al món, començada per Magallanes i acabada per Elcano en la qual va participar activament Juan Rodríguez Mafra.

Ginés de Mafra (Jerez de la Frontera, 1493 - 1546) va ser un explorador espanyol que va viatjar a les Illes Filipines al segle xvi, participant en les expedicions de Fernando de Magallanes de (1519-1521) i Ruy López de Villalobos (1542-1545).
Va ser un dels cinc supervivents de la Trinitat els qui van completar la volta al món, encara que no van tornar a Europa fins a 1525-26.

## Expedició de Magallanes
En 1519 s'incorpora a la tripulació de Fernando de Magallanes com un mariner en la nao Trinidad, vaixell almirall de l'armada.
Ginés estava a bord quan els portuguesos van capturar la nao a Benaconora, avui Jailolo, a les Illes Moluques.
Va ser empresonat durant 5 mesos a Ternate (20 km al sud de Benaconora), traslladat a una presó a les illes de Banda, on va romandre durant 4 mesos.

## Expedició de Villalobos
Participa en l'expedició de Ruy López de Villalobos com a pilot de la nao San Juan, un dels sis vaixells que la formaven.
Sorprenent-ment, va ser un dels homes del Galió Sant Cristóbal que van arribar al port de Mazaua en 1543. Per causa d'un temporal aquest buc es va separar de la flota quan la mateixa navegaven l'oceà Pacífic, entre el atolón Eniwetok en les Illes Marshall i Ulithi, una de les Illes Carolinas.

## Obra escrita
- Libro que trata del descubrimiento y principio del estrecho que se llama de Magallanes. National Library Museum; ed. by A. Blázquez and D. Aguilera: Madrid, 1920.[1]